# Kaltenbach (Zillertal)
Kaltenbach je obec v Rakousku ve spolkové zemi Tyrolsko v okrese Schwaz.
Žije zde 1 225 obyvatel (1. 1. 2011).